# طومي دوكيرتي
طوماس هندرسون دوكيرتي (بالإنجليزية: Tommy Docherty)‏، من مواليد 24 أغسطس 1928 في غلاسكو في اسكتلندا، لاعب ومدرب كرة قدم إسكتلندي سابق.
بدأ مسيرته الكروية مع نادي سيلتك في عام 1947، ولعب معهم حتى عام 1949، وشارك معهم في 9 مباريات وسجل 3 أهداف، وفي عام 1949 انتقل إلى نادي بريستون نورث إند، ولعب معهم حتى عام 1958، وشارك معهم في 323 مباراة وسجل 5 أهداف، وفي عام 1958 انتقل إلى نادي آرسنال، ولعب معهم حتى عام 1961، وشارك معهم في 83 مباراة وسجل هدف واحد، وفي موسم 1961/1962 انتقل إلى نادي تشيلسي، ولعب معهم 4 مباريات.
و قد لعب مع منتخب اسكتلندا لكرة القدم بين عامي 1951 و1959، وشارك معهم في 25 مباراة وسجل هدف واحد.
و قد بدأ مسيرته التدريبية مع نادي تشيلسي في عام 1961، ودربهم حتى عام 1967، وفي موسم 1967/1968 درب نادي روثرهام يونايتد، وفي عام 1968 انتقل إلى تدريب نادي كوينز بارك رينجرز، وفي عام 1968 درب نادي أستون فيلا، ودربهم حتى عام 1970، وفي موسم 1970/1971 درب نادي بورتو البرتغالي، وفي عام 1972 انتقل إلى تدريب منتخب اسكتلندا لكرة القدم، وفي عام 1972 انتقل إلى تدريب نادي مانشستر يونايتد، ودربهم حتى عام 1977، وفي عام 1977 انتقل إلى تدريب نادي ديربي كاونتي، ودربهم حتى عام 1979، وفي موسم 1979/1980 انتقل إلى تدريب كوينز بارك رينجرز، وفي عام 1980 درب نادي سيدني أولمبيك، وفي موسم 1981/1982 انتقل إلى تدريب نادي بريستون نورث إند، وفي موسم 1982/1983 انتقل إلى تدريب نادي ساوث ميلبورن، وفي عام 1983 انتقل إلى تدريب نادي سيدني أولمبيك، وفي موسم 1984/1985 انتقل إلى تدريب نادي وولفرهامبتون واندرز، وفي موسم 1987/1988 انتقل إلى تدريب نادي ألترينكهام.

## مسيرته الكروية
لعب طومي دوكيرتي خلال مسيرته الاحترافية مع 4 أندية في أربعة عشر موسمًا وسجل خلالها 9 أهداف ضمن 419 مباراة. ولم يفز بأي موسم بالكأس أو بالدوري.
خاض طومي دوكيرتي مسيرته مع نادي سلتيك في موسم 1948–49 لمدة موسم واحد، مشاركًا في 9 مباريات سجل خلالها 3 أهداف. ثم انتقل إلى نادي بريستون نورث إيند في موسم 1949–50 ليلعب معه تسعة مواسم، حيث شارك في 323 مباراة سجل خلالها 5 أهداف. لينتقل بعدها إلى نادي أرسنال في موسم 1958–59 واستمر معه طيلة ثلاثة مواسم، مشاركًا في 83 مباراة سجل خلالها هدفًا واحدًا. ثم انتقل إلى نادي تشيلسي في موسم 1961–62 لمدة موسم واحد، مشاركًا في 4 مباريات ولم يسجل أي هدف.

## روابط خارجية
- طومي دوكيرتي على موقع قاعدة بيانات كرة القدم.إي يو (الإنجليزية)
- طومي دوكيرتي على موقع ناشيونال فوتبول تيمز (الإنجليزية)
- طومي دوكيرتي على موقع Soccerbase.com (لاعب) (الإنجليزية)
- طومي دوكيرتي على موقع Soccerbase.com (مدرب) (الإنجليزية)